# Liste des sites Ramsar au Laos
Cet article recense les zones humides du Laos concernées par la convention de Ramsar.

## Statistiques
La convention de Ramsar est entrée en vigueur au Laos le 28 septembre 2010.
En janvier 2020, le pays compte 2 sites Ramsar, couvrant une superficie de 147,6 km2.

## Liste
| Site                       | Province    | Notes | Date         | Superficie (km²) | Altitude (m) | Identifiant Ramsar | Identifiant WDPA | Coordonnées                        | Photo |
| -------------------------- | ----------- | ----- | ------------ | ---------------- | ------------ | ------------------ | ---------------- | ---------------------------------- | ----- |
| Marais de Beung Kiat Ngong | Champassak  |       | 16 juin 2010 | 23,60            | 120 - 200    | 1941               | 555542702        | 16° 25′ 01″ nord, 106° 03′ 00″ est |       |
| Marais de Xe Champhone     | Savannakhet |       | 16 juin 2010 | 124,00           | 115 - 135    | 1942               | 555542703        | 16° 22′ 59″ nord, 105° 13′ 01″ est |       |